# Пахучка чебрецелиста
Clinopodium serpyllifolium (шанта чебрецелиста як Micromeria serpyllifolia, мікромерія чебрецелиста як Micromeria serpyllifolia) — вид трав'янистих рослин родини глухокропивові (Lamiaceae), поширений на півдні Європи й заході Азії.

## Опис
Багаторічна рослина 15–30 см заввишки. Рослина з притиснуто тонко-шовковисто-повстяним запушенням, вище середини розгалужена. Листки коротко-черешкові, видовжено-яйцеподібні, цілокраї або неясно-виїмчасто-зубчасті. Суцвіття волотисте. Віночок світло-ліловий, утричі довший від чашечки.
Цвіте у червні — серпні. Плодоносить у серпні — вересні.

## Поширення
Поширений на півдні Європи від Іспанії до Криму, а також у Туреччині, Лівані, Сирії, Ізраїлі, Йорданії.
В Україні зростає на скелях — у Криму (пд-зх. ч.), особливо в ок. м. Бахчисарая.

## Загрози й охорона
Загрозами є вузька екологічна амплітуда, низька конкурентна здатність виду.
Занесений до Червоної книги Україні в статусі «Рідкісний». Охороняють на території пам`яток природи загальнодержавного значення «Мангуп-Кале» та «Бельбецький Каньйон».